# Hammarby Idrottsförening (calcio femminile)
L'Hammarby Idrottsförening, citato anche come Hammarby IF Dam o più semplicemente Hammarby, o anche Bajen, è una squadra di calcio femminile svedese con sede a Stoccolma, sezione femminile dell'omonima società polisportiva. I colori sociali sono il bianco e il verde. Milita in Damallsvenskan, la massima serie del campionato svedese.
La squadra gioca le partite casalinghe all'Hammarby IP (chiamato anche Kanalplan) di Stoccolma oppure, occasionalmente, allo Zinkensdamms IP e al Tele2 Arena. Come affilato del Hammarby Fotboll maschile, il club è membro dello Stockholms Fotbollförbund.

## Storia

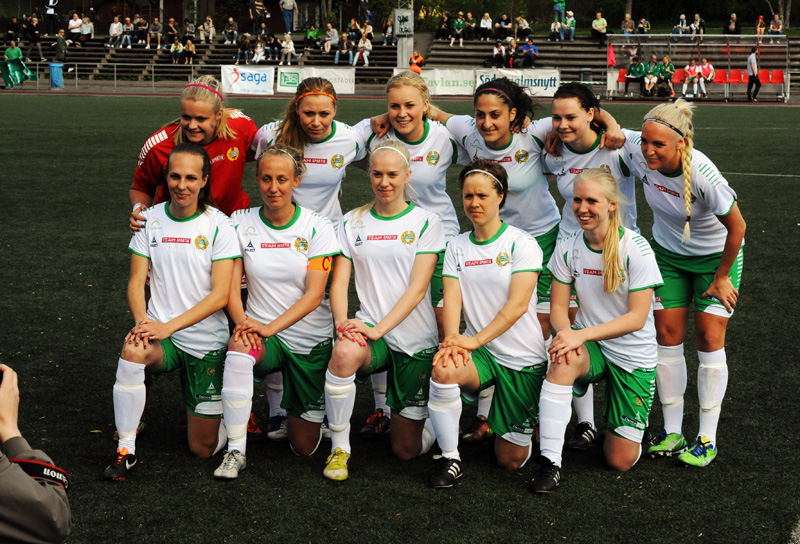
La squadra prima della partita dell'11 maggio 2013 con l'Älta IF.

Il club ha attraversato diverse ricostruzioni nel corso degli anni. La squadra femminile originale fu fondata nel 1970 come sezione della polisportiva Hammarby IF. Nel 1999 l'associazione è stata riorganizzata e tutte le sezioni sottostanti sono state separate in un'organizzazione ombrello. Di conseguenza venne fondata l'Hammarby IF DFF, società che integrava nella ragione sociale la sigla finale damfotbollsförening, squadra di calcio femminile. Prima dell'inizio della stagione di Damallsvenskan 2017 l'Hammarby IF DFF si fuse con l'Hammarby Fotboll, che in precedenza includeva la sola sezione maschile.
L'Hammarby Fotboll Dam ritiene tuttavia che il loro anno di fondazione sia il 1970, e non 1999 né il 2016.
Durante la sua storia sportiva l'Hammarby ha vinto un titolo di Campione di Svezia al termine della stagione 1985 nel 1985 e due Coppe nazionali nel 1994 e nel 1995., classificandosi inoltre al secondo posto in Damallsvenskan nel 1994 e arrivando alle finali di Svenska Cupen damer nelle prime tre edizioni del torneo (1981, 1982 e 1983).
Le prestazioni della squadra iniziarono a scendere dal 2005, arrivando alla retrocessione in Division 1, l'allora secondo livello del campionato svedese, nel 2011, prima volta nella loro storia sportiva. Prima della sua retrocessione fu una delle sole due squadre (l'altra è l'attuale Rosengård) ad aver giocato tutte le 24 edizioni di Damallsvenskan fino a quella data dalla fondazione della competizione nel 1988.
Negli ultimi anni, l'Hammarby è stato un tipico caso di squadra ascensore. Conclusa la stagione di Elitettan 2014 al secondo posto, dietro al Mallbackens IF Sunne, hanno conquistato la promozione giocando la stagione 2015 in Damallsvenskan, tuttavia dopo un primo periodo in cui rimasero nella parte alta della classifica a fine campionato non riuscirono a guadagnare la salvezza. Ancora una volta, al termine della stagione di Elitettan 2016 la squadra con 51 punti raggiunge il secondo posto dietro al Limhamn Bunkeflo guadagnando il diritto di disputare la Damallsvenskan 2017. Al suo ritorno nella massima serie conquista un'agevole salvezza raggiungendo il settimo posto, ma nel campionato 2018 non riesce a uscire dalla parte bassa della classifica e termina all'undicesimo posto con una nuova retrocessione in Elitettan.

## Palmarès
- Campionato svedese: 2

1985, 2023
- Campionato svedese di seconda divisione: 2

2014, 2016
- Coppa di Svezia: 4

1994, 1995, 2022-2023, 2024-2025
- Torneo di Mentone: 1

1986

## Organico

### Rosa 2024
Rosa, ruoli e numeri di maglia come da sito ufficiale, aggiornati al 10 ottobre 2024.
| N. |                      | Ruolo | Calciatrice          |
| -- | -------------------- | ----- | -------------------- |
| 1  | Finlandia (bandiera) | P     | Anna Tamminen        |
| 2  | Finlandia (bandiera) | D     | Eva Nyström          |
| 3  | Svezia (bandiera)    | D     | Lotta Ökvist         |
| 4  | Norvegia (bandiera)  | D     | Thea Sørbo           |
| 5  | Danimarca (bandiera) | D     | Simone Boye Sørensen |
| 6  | Giappone (bandiera)  | C     | Asato Miyagawa       |
| 7  | Norvegia (bandiera)  | C     | Emilie Joramo        |
| 8  | Svezia (bandiera)    | C     | Ellen Gibson         |
| 9  | Norvegia (bandiera)  | A     | Anna Jøsendal        |
| 10 | Svizzera (bandiera)  | C     | Smilla Vallotto      |
| 11 | Svezia (bandiera)    | A     | Ellen Wangerheim     |
| 14 | Svezia (bandiera)    | D     | Bella Andersson      |

| N. |                     | Ruolo | Calciatrice               |
| -- | ------------------- | ----- | ------------------------- |
| 16 | Giappone (bandiera) | C     | Suzu Amano                |
| 17 | Svezia (bandiera)   | D     | Stina Lennartsson         |
| 18 | Svezia (bandiera)   | D     | Alice Carlsson (capitano) |
| 19 | Norvegia (bandiera) | A     | Cathinka Tandberg         |
| 20 | Norvegia (bandiera) | A     | Vilde Hasund              |
| 22 | Svezia (bandiera)   | A     | Klara Folkesson           |
| 23 | Svezia (bandiera)   | C     | Emma Westin               |
| 25 | Svezia (bandiera)   | D     | Jonna Andersson           |
| 28 | Svezia (bandiera)   | P     | Josephine Frigge          |
| 29 | Svezia (bandiera)   | P     | Moa Edrud                 |
| 31 | Svezia (bandiera)   | D     | Smilla Holmberg           |
| 41 | Norvegia (bandiera) | C     | Julie Blakstad            |

### Rosa 2023
Rosa, ruoli e numeri di maglia come da sito della Federcalcio svedese, aggiornati al 24 novembre 2023.
| N. |                      | Ruolo | Calciatrice          |
| -- | -------------------- | ----- | -------------------- |
| 1  | Finlandia (bandiera) | P     | Anna Tamminen        |
| 2  | Finlandia (bandiera) | D     | Eva Nyström          |
| 3  | Svezia (bandiera)    | D     | Lotta Ökvist         |
| 4  | Norvegia (bandiera)  | D     | Thea Sørbo           |
| 5  | Danimarca (bandiera) | D     | Simone Boye Sørensen |
| 6  | Svezia (bandiera)    | C     | Julia Roddar         |
| 7  | Finlandia (bandiera) | A     | Adelina Engman       |
| 8  | Svezia (bandiera)    | C     | Ellen Gibson         |
| 9  | Svezia (bandiera)    | A     | Madelen Janogy       |
| 11 | Svezia (bandiera)    | A     | Ellen Wangerheim     |
| 13 | Svezia (bandiera)    | C     | Matilda Vinberg      |
| 17 | Svezia (bandiera)    | C     | Hanna Folkesson      |

| N. |                     | Ruolo | Calciatrice               |
| -- | ------------------- | ----- | ------------------------- |
| 18 | Svezia (bandiera)   | D     | Alice Carlsson (capitano) |
| 19 | Svizzera (bandiera) | C     | Smilla Vallotto           |
| 20 | Norvegia (bandiera) | C     | Vilde Hasund              |
| 21 | Norvegia (bandiera) | A     | Sara Kanutte Fornes       |
| 23 | Svezia (bandiera)   | C     | Emma Westin               |
| 25 | Svezia (bandiera)   | D     | Jonna Andersson           |
| 27 | Svezia (bandiera)   | P     | Ella Wilson               |
| 28 | Svezia (bandiera)   | P     | Josephine Frigge          |
| 29 | Svezia (bandiera)   | P     | Moa Edrud                 |
| 31 | Svezia (bandiera)   | D     | Smilla Holmberg           |
| 32 | Svezia (bandiera)   | D     | Bella Andersson           |

### Rosa 2022
Rosa, ruoli e numeri di maglia come da sito ufficiale, aggiornati al 10 aprile 2022.
| N. |                      | Ruolo | Calciatrice      |
| -- | -------------------- | ----- | ---------------- |
| 1  | Finlandia (bandiera) | P     | Anna Tamminen    |
| 2  | Finlandia (bandiera) | D     | Eva Nyström      |
| 4  | Svezia (bandiera)    | C     | Sara Eriksson    |
| 5  | Svezia (bandiera)    | D     | Ellen Schampi    |
| 6  | Svezia (bandiera)    | C     | Fanny Hjelm      |
| 7  | Finlandia (bandiera) | A     | Adelina Engman   |
| 8  | Svezia (bandiera)    | C     | Ellen Gibson     |
| 9  | Svezia (bandiera)    | A     | Madelen Janogy   |
| 10 | Svezia (bandiera)    | C     | Emma Jansson     |
| 11 | Svezia (bandiera)    | A     | Ellen Wangerheim |
| 13 | Svezia (bandiera)    | C     | Matilda Vinberg  |

| N. |                      | Ruolo | Calciatrice               |
| -- | -------------------- | ----- | ------------------------- |
| 15 | Svezia (bandiera)    | D     | Elsa Karlsson             |
| 16 | Svezia (bandiera)    | C     | Emilia Larsson            |
| 17 | Svezia (bandiera)    | C     | Hanna Folkesson           |
| 18 | Svezia (bandiera)    | D     | Alice Carlsson (capitano) |
| 20 | Norvegia (bandiera)  | C     | Vilde Hasund              |
| 21 | Australia (bandiera) | D     | Elise Kellond-Knight      |
| 23 | Svezia (bandiera)    | C     | Emma Westin               |
| 27 | Svezia (bandiera)    | P     | Hannah Kohl               |
| 28 | Danimarca (bandiera) | P     | Kathrine Larsen           |
|    | Australia (bandiera) | D     | Courtney Nevin            |
|    | Australia (bandiera) | C     | Kyra Cooney-Cross         |

### Rosa 2021
Rosa, ruoli e numeri di maglia come da sito ufficiale, aggiornati al 15 aprile 2021.
| N. |                      | Ruolo | Calciatrice       |
| -- | -------------------- | ----- | ----------------- |
| 1  | Finlandia (bandiera) | P     | Anna Tamminen     |
| 2  | Finlandia (bandiera) | D     | Eva Nyström       |
| 4  | Svezia (bandiera)    | C     | Eden Lind         |
| 5  | Svezia (bandiera)    | D     | Petronella Ekroth |
| 6  | Svezia (bandiera)    | C     | Fanny Hjelm       |
| 7  | Svezia (bandiera)    | C     | Hanna Lundkvist   |
| 8  | Svezia (bandiera)    | C     | Ellen Gibson      |
| 9  | Svezia (bandiera)    | A     | Madelen Janogy    |
| 10 | Svezia (bandiera)    | C     | Emma Jansson      |
| 11 | Svezia (bandiera)    | A     | Ellen Wangerheim  |
| 13 | Svezia (bandiera)    | C     | Matilda Vinberg   |
| 14 | Svezia (bandiera)    | A     | Nina Jakobsson    |
| 15 | Svezia (bandiera)    | D     | Elsa Karlsson     |
| 16 | Svezia (bandiera)    | C     | Emilia Larsson    |

| N. |                      | Ruolo | Calciatrice            |
| -- | -------------------- | ----- | ---------------------- |
| 17 | Svezia (bandiera)    | C     | Hanna Folkesson        |
| 18 | Svezia (bandiera)    | D     | Alice Carlsson         |
| 19 | Svezia (bandiera)    | A     | Frida Thörnqvist       |
| 20 | Svezia (bandiera)    | P     | Jonna Andersson        |
| 21 | Australia (bandiera) | D     | Elise Kellond-Knight   |
| 22 | Svezia (bandiera)    | C     | Jonna Ståhl            |
| 23 | Norvegia (bandiera)  | D     | June Pedersen          |
| 24 | Svezia (bandiera)    | P     | Britta Gynning         |
| 25 | Svezia (bandiera)    | D     | Ida Egegård            |
| 26 | Svezia (bandiera)    | A     | Ellika Holmberg        |
| 27 | Svezia (bandiera)    | D     | Helén Eke              |
| 28 | Svezia (bandiera)    | C     | Mercy Sabuni Söderling |
| 29 | Svezia (bandiera)    | A     | Esme Faulds            |

### Rosa 2019
Rosa, ruoli e numeri di maglia aggiornati al 1º luglio 2019, da sito ufficiale e sito federazione svedese.
| N. |                   | Ruolo | Calciatrice         |
| -- | ----------------- | ----- | ------------------- |
| 2  | Svezia (bandiera) | C     | Filippa Graneld     |
| 3  | Svezia (bandiera) | D     | Julia Ekholm        |
| 4  | Svezia (bandiera) | D     | Fanny Johansson     |
| 5  | Svezia (bandiera) | D     | Elin Bergkvist      |
| 6  | Svezia (bandiera) | C     | Felicia Saving      |
| 7  | Svezia (bandiera) | D     | Cathrine Dahlström  |
| 8  | Svezia (bandiera) | C     | Ellen Gibson        |
| 9  | Svezia (bandiera) | C     | Astrid Larsson      |
| 10 | Svezia (bandiera) | A     | Emma Jansson        |
| 11 | Svezia (bandiera) | C     | Alma Nygren         |
| 13 | Svezia (bandiera) | D     | Katja Gudmand-Höyer |
| 14 | Svezia (bandiera) | C     | Lawlaw Nazeri       |

| N. |                   | Ruolo | Calciatrice           |
| -- | ----------------- | ----- | --------------------- |
| 15 | Svezia (bandiera) | A     | Merlinda Shabanaj     |
| 16 | Svezia (bandiera) | A     | Emilia Larsson        |
| 17 | Svezia (bandiera) | D     | Lotta Ökvist          |
| 18 | Svezia (bandiera) | C     | Hanna Lundkvist       |
| 19 | Svezia (bandiera) | C     | Klara Folkesson       |
| 20 | Svezia (bandiera) | P     | Jonna Andersson       |
| 21 | Svezia (bandiera) | A     | Louise Lillbäck       |
| 22 | Svezia (bandiera) | C     | Jonna Ståhl           |
| 23 | Svezia (bandiera) | D     | Alice Ruda            |
| 24 | Svezia (bandiera) | P     | Britta Elsert Gynning |
| 25 | Svezia (bandiera) | C     | Ellinor Johansson     |
| 26 | Svezia (bandiera) | C     | Emma Westin           |